# Puente del Barrio
El llamado puente del Barrio está situado en la ciudad de Lorca (Región de Murcia, España) sobre el río Guadalentín. El proyecto, fechado el 1 de junio de 1864, fue realizado por el ingeniero lorquino Juan Moreno Rocafull. El puente, con un presupuesto de 3.047.571,00 reales de bellón, fue construido por Antonio Martínez, finalizado las obras en 1875.
El puente está formado por tres arcos de sillería de 24 metros de luz y 4 metros de flecha. Los muros, estribos y pilas son de mampostería ordinaria y sus paramentos de mampostería careada. Loz zócalos, aristones, tajamares, boquillas, impostas y pretiles son de sillería.
A su gran belleza y monumentalidad une una gran robustez como ha demostrado en su centenaria historia, pues ha sido testigo de las numerosas riadas que sacuden cada cierto tiempo esta zona del Levante español:
- El 15 de octubre de 1879, cuando se produjo la riada de Santa Teresa, en la cabecera del Guadalentín se estima que cayeron 600 mm en una hora. Tuvo a su paso por Lorca una punta de 1510 m³/s y ocasionó 13 muertos.
- El mes de septiembre de 1891, la conocida como riada de San Jacinto fue superior a la riada anterior, pero gracias a la presa de Puentes, Lorca y la comarca se salvó de una nueva catástrofe.
- El mes de octubre de 1948, el caudal estimado bajo el puente fue superior a los 800 m³/s.
- El mes de junio de 1900 se produce la riada de San Aniceto siendo superior a la de Santa Teresa y que inundó el barrio de San Cristóbal de Lorca.
- El 19 de octubre de 1973 se produjo la peor crecida del siglo tras unas precipitaciones de más de 300 mm en el norte de Almería. El río alcanzó un caudal de 2.500 m³/s en Lorca y su afluente, la rambla de Nogalte, 1974 m³/s a su paso por Puerto Lumbreras, donde se registraron muchas víctimas.